# Чорна хмара (роман)
«Чорна хмара» (англ. The Black Cloud; 1957) — науково-фантастичний роман відомого англійського астрофізика і письменника Фреда Гойла (1915-2001).

## Особливості роману
У романі досить детально розбираються деякі питання, пов'язані з дослідженнями. Це пов'язано з тим, що Ґойл описував знайоме йому середовище. Зокрема, навіть наводиться використовується диференціальне числення розрахунку Вейхарта про час наближення Хмари. Ідеї цього розрахунку пізніше стали основою для деяких олімпіадних завдань (наприклад, для виїзних олімпіад МФТІ). Крім цього, в романі безсторонньо намальовані всі без винятку професійні політики.
Перекладена російською мовою Д. А. Франк-Кам'янецьким за редакцією Н. Явно. У радянському виданні роману спеціально уточнювалося, що роман був написаний до пуску першого супутника, оскільки на момент перекладу в кінці 1960-х років ряд деталей, які стосуються ракетної техніки, виглядав як анахронізм.

## Сюжет
У центрі роману лежить історія вчених, які виявили, що досліджували і змогли проникнути у розуміння природи хмари з непроникного газу, яка здійснила візит до Сонця у 1965-1966 рр. (що було майбутнім під час написання книги).
У січні 1964 р. у Пасаденській обсерваторії (США) молодий норвезький астроном-стажист Батіг Йенсен виявляє, що на знімках зроблених ним на горі Паломар, розділених всього місяцем, навколо одної з хмар всі зірки згасли. Після того, як він звернувся до одного з найавторитетніших співробітників Джеффа Марлоу, той виконує перевірку на великому телескопі на Маунт Вілсон, після чого директор обсерваторії, виявивши маленьку хмарку в знімках 20-річної давності, скликає екстрену нараду. На нараді після ряду звичайних для астрономів уточнень, а чи не було на фотознімках дефектів, всі визнають, що це означає рух Хмари у напрямку до Сонця. Один з присутніх на нараді вчених з Каліфорнійського Технологічного інституту (Вейхарт) виконує оцінку часу, і виявляється, що щоб досягнути Сонця Хмарі залишилося менше ніж півтора року. По закінченні наради директор попереджає всіх про секретність. Для оцінки реальних характеристик Хмари було вирішено звернутися до британської Королівської обсерваторії, щоб обчислити їх за збуренням планет.
Після деяких спроб з Хмарою вдається встановити радіозв'язок і починається обмін інформацією. В той самий час Королівська обсерваторія і ряд астрономів-любителів в Англії виявляє збурення в русі планет. На терміновому засіданні в Лондоні ці результати повідомляє Королівський астроном. Присутній на засіданні теоретик Кінгслі виконує розрахунок (за зразком Леверье) і обчислює масу, положення і напрямок руху об'єкта, який вторгся в Сонячну систему. Перевірити висновки англійцям не вдається, і вони посилають телеграму в Пасадену з проханням про перевірку.
Після цього Кінгслі та Королівського астронома викликають в США, а в обсерваторії група вчених готує спільну доповідь для двох урядів про те, що доведеться пережити Землі. Англійцям вдається покинути США до того, як уряд усвідомлює вибухонебезпечність секретних відомостей про положення Хмари.
В Англії Кінгслі вдається зробити декілька заходів, з допомогою яких йому вдалося отримати повне керівництво проектом. У Нортонстоу будується спеціальний центр з притулком, завозиться обладнання. Кінгслі стає керівником центру, а секретні служби Англії збирають до нього майже всіх, з ким він листувався.
Між тим, в процесі досліджень вчені виявляють, що Хмара замість прискорення сповільнюється в міру наближення до Сонця. Виявляється, що вона віддає свій імпульс, викидаючи згустки газу. Один з них потрапляє в Місяць. На Землі спочатку стає жарко, а після того, як Хмара досягає Сонця, починає падати температура. Через те, що Хмара зупиняється біля Сонця, передбачення про місяць кризи не збувається, і становище стає критичним.
Однак Хмара перерозподіляє свою основну масу як диск з нахилом до екліптики, і сонячне світло починає проходити до Землі. Після цього температура атмосфери приходить в рамки, придатні для життя. Однак через продовження впливу Хмари на земну іоносферу виникають проблеми з радіозв'язком. Після досліджень вчені Нортонстоу приходять до висновку про вплив радіопередач на рівень іонізації в атмосфері, а отже — про існування механізму зворотного зв'язку. Кінгслі після цього робить висновок про існування в Хмарі високоорганізованого життя. Після деяких спроб з Хмарою вдається встановити радіозв'язок і починається обмін інформацією.
Все це відбувається на тлі погіршення відносин Кінгслі з політиками країн світу, особливо США. Після спроб з боку уряду залякати Кінгслі, він у відповідь погрожує міністру оборони США, що в його силах стерти з лиця Землі весь Американський материк. Той сприймає цю загрозу всерйоз, після чого уряд США запускає в Хмару більше сотні ракет з водневими боєголовками. Після попередження від уряду Англії Кінгслі передає цю інформацію Хмарі. Вона просто повертає ракети в околиці точок запуску, і США отримують свої ракети, при цьому під удари потрапляють Чикаго і Ель Пасо.
Після цього інциденту Хмара оголошує про свій швидкий відліт і про вжиті нею заходи безпеки для Землі. Перед відльотом вона дає можливість бажаючим отримати масу знань за допомогою спеціального телегіпносеансу. При цьому від надлишку знань з ознаками запалення мозку гинуть двоє добровольців — Вейхарт і сам Кінгслі. Після цього Хмара летить, і вся погода на Землі стабілізується.

## Відгуки
The Spectator описав роман як «чудовий і захоплюючий, попри те, що автор „злегка лякає“ підтекстом ставлення вчених до жертв». Рецензент Galaxy Floyd C. Gale заявив, що не очікував, що «такий відомий космологічний теоретик», як Гойл, стане письменником-фантастом, проте критик високо оцінив роман «за високу якість розповіді». Floyd C. Gale заявив, що «Гойл пише з максимально видимою легкістю і гумором, що буквально витікає від ручки професіонала», і сподівається, що він ще буде «писати такі ж професійно вигадані твори, як цей.» Деймон Найт охарактеризував твір Гойла як «віртуозний», заявивши, що роман був «більш майстерно переконливий і набагато жвавіший, ніж звичні подібні історії про лікування сутінок (gloom-laden treatment)». Річард Докінз 2010 року у Penguin Classics стверджував, що роман є «одним з найбільших науково-фантастичних романів, коли-небудь написаних».

## Наукове обґрунтування
Попри те, що наявність розумних хмар газу може здатися малоймовірною, історія заснована на жорсткому науковому обґрунтовуванні. Виявлення хмари описується з допомогою фізичних рівнянь, які включені в книгу. Гойл привніс до книги свій досвід і знання як директор Інституту астрономії Кембриджського університету, науковий співробітник Королівського товариства. Гойл був також відповідальним за появу терміну «великий вибух», хоча сам Гойл не підписався під теорією Великого вибуху на користь його теорії стаціонарного Всесвіту. Викликає здивування такий поворот сюжету, що висвітлює позицію Гойла про панспермії, з приводу хмари, що здатна формувати розумне життя на планетах.
Роман також підіймає актуальну тему про лукавство і дріб'язковість політиків порівняно з вченими.